# Soeloop
De Soeloop is een beek in de gemeente Deurne in Noord-Brabant.
De beek ontspringt midden in de Deurnese Peel en stroomt vandaar naar het westen. Na zo'n 8 kilometer vloeit de beek ter hoogte van Liessel in de Astense Aa. De bovenloop van de Soeloop dient thans nog ter ontwatering van de landbouwgronden tussen Deurnese Peel en Mariapeel, echter nadat deze landbouwgronden volgens plan door het Rijk zijn uitgekocht zal het oostelijke deel van de Soeloop deels overbodig worden en mogelijk deels worden gedempt.